# راترویک
راترویک (به انگلیسی: Rotherwick) یک روستا و محله مدنی در بریتانیا است که در Hart واقع شده‌است. راترویک ۵۰۰ نفر جمعیت دارد.